# Kantharos van Stevensweert
De kantharos van Stevensweert is een archeologische vondst van grote waarde en tevens de aanduiding van een belangrijk arrest van de Nederlandse Hoge Raad (HR 19 juni 1959, NJ 1960/59). De kantharos is een beker van ongeveer een halve kilo en schreef juridische geschiedenis. Hij werd verkocht voor 125 gulden, maar bleek later van onschatbare waarde, een archeologisch pronkstuk en ook het voorwerp waarover tot aan de Hoge Raad werd geprocedeerd en zodoende een kentering veroorzaakte in het Nederlands recht. Het wordt door de rechtsgeleerdheid beschouwd als standaardarrest.
De beker is tentoongesteld in Museum Het Valkhof, in Nijmegen.

## De feiten

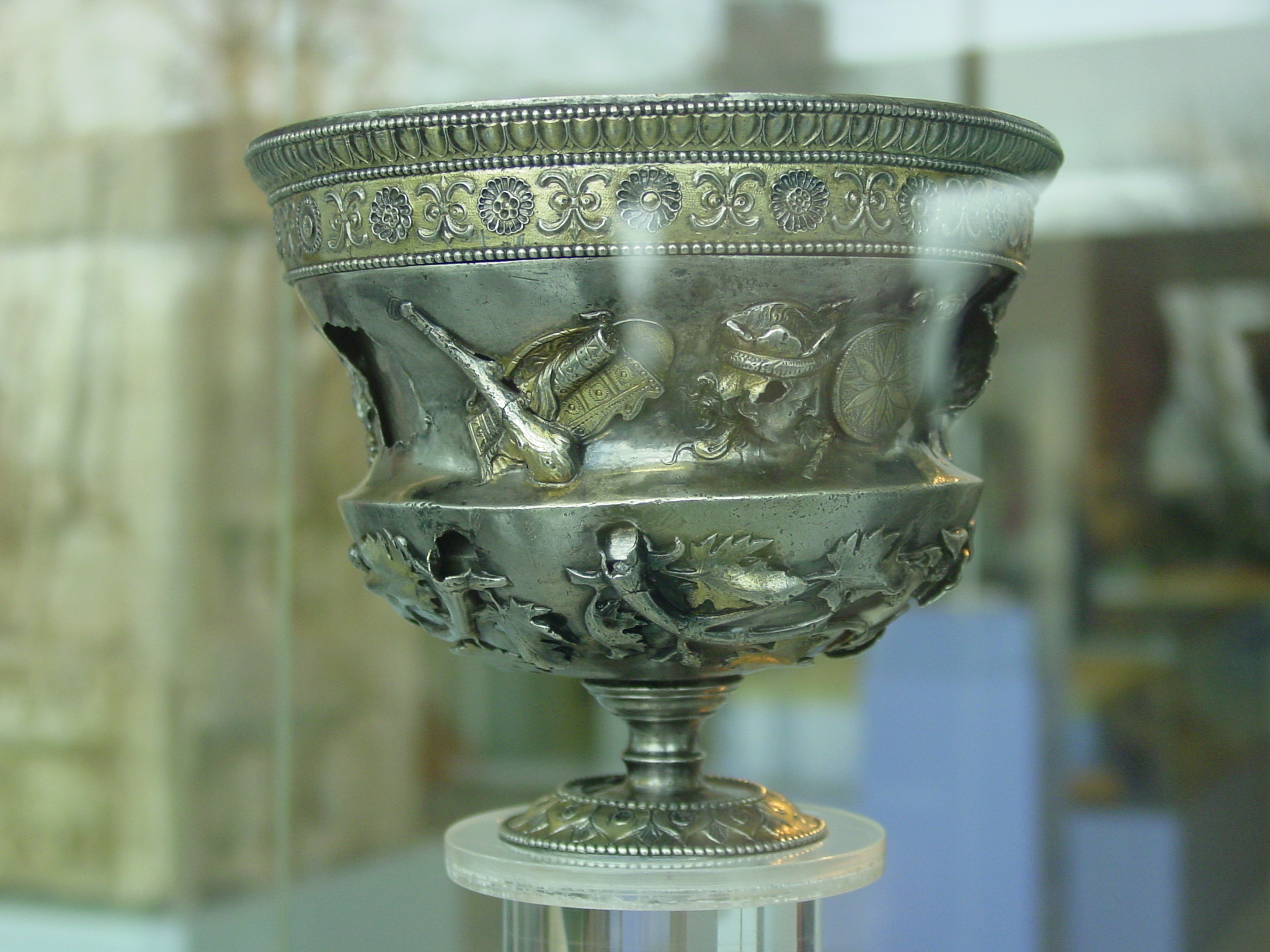
Kantharos van Stevensweert

In het oorlogsjaar 1943 wordt bij ontgrindingen in de uiterwaarden van rivier de Maas, ter hoogte van Stevensweert, een zilveren beker gevonden. De vinder verkoopt deze beker aan kunstschilder Leo Rulkens, die in 1949 komt te overlijden. Hij laat de beker na aan zijn hospita, mevrouw Schoonenberg, wier broer, glazenier van beroep, de beker in oktober 1949 voor onderzoek naar de respectabele conservator van het Nederlands Goud en Zilvermuseum in Utrecht brengt, de heer Van Baaren. 
Van Baaren laat de beker zien aan Leo Brom, een nationaal bekende edelsmid, telg van een vooraanstaande smidsfamilie uit Utrecht, tevens bestuurslid van het museum. De beker boeide de edelsmid dadelijk en hij heeft hem onder zich genomen en gehouden, hij laat de conservator weten geïnteresseerd te zijn in aankoop.
De conservator schrijft in een brief van 4 januari 1950 aan de broer van de eigenaresse: “Het voorwerp is, zoals ik U reeds schreef van zilver, voor de rest is het van weinig waarde, daar de Engelenkopjes geschonden zijn en er overal stukjes ontbreken.” De volgende maand laat hij weten dat het museum de beker graag zou willen aanschaffen, "als de prijs niet te hoog is en de eigenaar een weinig welwillendheid zou willen betrachten ten opzichte van het Museum." De conservator schrijft de beker snel te kunnen komen ophalen. Mevrouw Schoonenberg wil minstens Fl. 125 voor de beker hebben, 75 gulden meer dan de zilverprijs en voor dat bedrag wordt niet het museum, maar Leo Brom eigenaar van het stuk.
De nieuwe eigenaar van de kantharos laat foto’s van de beker en van op de voet staande inscipties maken en laat deze zien aan de archeoloog professor C. W. Vollgraff. Per brief laat Vollgraff, op 20 februari 1950, zijn deskundig oordeel weten. De beker zou van Grieks-Romeinse oorsprong zijn. Brom maakt naar aanleiding van dit oordeel een studie naar de zilversmeed- en gietkunst uit die tijd. In 1951 verschijnt er een publicatie van zijn hand in de "Mededelingen van de Koninklijke Academie van Wetenschappen", waarin hij de uitzonderlijke waarde van de beker op overtuigende wijze over het voetlicht brengt.

## Rechtsvraag
Het duurde niet lang voordat de oorspronkelijke eigenaren lucht kregen van de publicatie. In een Limburgse krant lazen ze over de grote waarde van hun vroegere bezit. Vijf jaar na de verkoop startten ze in november 1954 een proces tegen de heer Brom. Inzet van de zaak was het vernietigen van de koopovereenkomst tussen de heer Brom en de oorspronkelijke eigenaren, mevrouw Schoonenberg en de heer Van der Linden. Omdat het om een groot financieel belang gaat, wordt in de zaak geprocedeerd tot de Hoge Raad, Nederlands hoogste rechtscollege. Het geval is zowel uitzonderlijk vanwege de grote waarde van het stuk en omdat het zelden voorkomt dat verkopers een beroep op dwaling doen.
De verkopers beroepen zich jegens de kopers op bedrog, subsidiair op het leerstuk van de dwaling. Verkopers stellen dat koper ten tijde van de koop op de hoogte was van de uitzonderlijke artistieke en historische waarde maar hen had verteld dat de beker niet veel meer waard was dan de zilverprijs. Voor het geval dat niet bewezen zou kunnen worden, beriepen verkopers zich jegens de koper op dwaling, iets wat zelden voorkomt aan verkoperkant. Dwaling is een zogenaamd wilsgebrek. Als gevolg van een onjuiste voorstelling van zaken besluit een persoon een overeenkomst te sluiten, wat hij bij een juiste voorstelling niet zou hebben gedaan. Over het algemeen komt deze situatie voor in de vorm van koper tegen verkoper.
In deze zaak gaat het erover wat de koper zich ten tijde van koop voorstelde of redelijkerwijs mocht voorstellen wat betreft zijn aankoop. Van dwaling was mogelijk sprake, aangezien zeer waarschijnlijk zowel koper als verkoper van de onjuist gebleken veronderstelling uitging dat de beker weinig waardevol was. Een geval als dit wordt omschreven als wederzijdse dwaling.

## Procesgang
De heer Brom hield de hele procedure vol, dat hij ten tijde van de koop geen idee had van de uitzonderlijke waarde van de beker en dat hij de inscriptie onderop de voet eerst na de koop heeft ontdekt. Mevrouw Schoonenberg en de heer Van der Linden bestreden deze voorstelling als ongeloofwaardig, waarbij zij wezen op de eigen deskundigheid van Brom als gerenommeerd edelsmid, die zich onder meer uitstrekte tot de vroeg Christelijke kunst, en op de vaststaande feiten, dat hij de beker voor de koop ongeveer vier maanden onder zich had en dat hij binnen tien dagen nadien onder overlegging van daarvoor speciaal vervaardigd fotomateriaal professor Vollgraff heeft geraadpleegd.
De rechter in eerste aanleg, de Rechtbank Utrecht, neemt dit verweer over en wijst het beroep op dwaling toe. De rechter oordeelde dat de overeenkomst moest worden vernietigd en de beker moest worden teruggegeven. Het hoger beroep pakt in het voordeel uit van Brom, het Hof vond onvoldoende aanknopingspunten om aan te nemen dat Broms voorstelling van zaken in strijd met de waarheid zou zijn en sprak van wederzijdse dwaling. Noch de koper, noch de verkoper zou op de hoogte geweest zijn van de uitzonderlijke waarde. De uitzonderlijk hoge waarde was zuiver toevallig en lag destijds zozeer buiten het voorstellingsvermogen van partijen, dat deze zeer bijzondere waarde niet gezegd kan worden te behoren tot de zelfstandigheid der zaak. Voorts omdat er een wettelijke regeling geldt voor de rechtsvordering wegens verborgen gebreken, maar niet voor het verborgen voordeel en dat dit voordeel de koper weliswaar ontgaat doch waarvoor hij ook nimmer heeft betaald. De overeenkomst bleef in stand. De laatste rechtsgang, cassatie bij de Hoge Raad, hield dit oordeel in stand. Brom bleef de eigenaar van de beker.

## Arrest van de Hoge Raad
Een beroep op dwaling kan volgens de geldende rechtsregel mislukken, als volgens in het verkeer geldende opvattingen de dwaling voor rekening van de dwalende behoort te komen. De Hoge Raad heeft hier een oordeel over geveld bij arrest van 19 juni 1959. Op het moment dat de verkoper een speculatief object verkoopt, geeft de verkoper naar in het verkeer gangbare opvattingen de mogelijkheid prijs, dat hij er (nogmaals) aan verdient als het object naderhand een hogere waarde blijkt te hebben. Een vergissing over de waarde van het object kan dus niet worden teruggedraaid.
De Hoge Raad overwoog:

In dit geding is aan de orde de vraag of de verkoper, op den enkelen grond dat de zaak een eigenschap blijkt te bezitten waarvan hij ten tijde van den verkoop geen vermoeden kon hebben, vernietiging van de overeenkomst kan vorderen indien aannemelijk is dat hij bij bekendheid met den waren toestand de zaak niet, of niet op dezelfde voorwaarden, zou hebben verkocht;
dat deze vraag ontkennend moet worden beantwoord omdat naar redelijke, in het verkeer gangbare opvatting degene die een hem toebehorende zaak tegen een overeengekomen contraprestatie van de hand doet, daarmede de kans prijsgeeft dat de zaak achteraf zal blijken hoedanigheden te bezitten waaraan hij ten tijde van den verkoop geen vermoeden kon hebben;
dat het bovenoverwogene niet uitsluit, dat in gevallen als het onderhavige ‘een beroep op dwaling’ door nevenomstandigheden wordt gerechtvaardigd, waarbij in het bijzonder moet worden gedacht aan het geval dat de koper den verkoper omtrent de eigenschap der zaak had kunnen inlichten en daartoe, naar de eisen van de goede trouw, gehouden was, hoedanige nevenomstandigheden zich te dezen blijkens 's Hofs arrest niet voordoen.

Dit neemt niet weg dat er juridische vragen overblijven. De aangevoerde vorm van dwaling was relatief nieuw en bracht dan ook een stroom van wetenschappelijke publicaties op gang.

## De beker
De beker met voet is 11 centimeter hoog en had oorspronkelijk twee grote hoge oren maar deze moeten al tijdens de Romeinse tijd verloren zijn gegaan. De zilveren, deels vergulde kantharos wordt gedateerd tussen de 1ste eeuw v.Chr. en midden 1ste eeuw n.Chr. en is mogelijk in Alexandrië vervaardigd. Hij bestond oorspronkelijk uit vijf afzonderlijke delen samengesteld: een buitenbeker met versiering in reliëf, een gladde binnenbeker die een geheel vormt met de rozetten versierde bovenrand, een massieve voet en destijds de beide oren. De versiering op de buitenbeker toont Griekse mythologische figuren als de bosgod Pan en Bachus de wijngod, muziekinstrumenten en wijn- en klimopranken. Onder de voet is een inscriptie met de Latijnse naam Marcus Titinius doorgekrast, kennelijk een oud-eigenaar. De Latijnse en de Griekse gewichtsaanduiding is 1160 gram.